# Bephratelloides pomorum
Bephratelloides pomorum är en stekelart som först beskrevs av Johan Christian Fabricius 1804.
Bephratelloides pomorum ingår i släktet Bephratelloides och familjen kragglanssteklar. Inga underarter finns listade i Catalogue of Life.